# Peter R. Ackermann

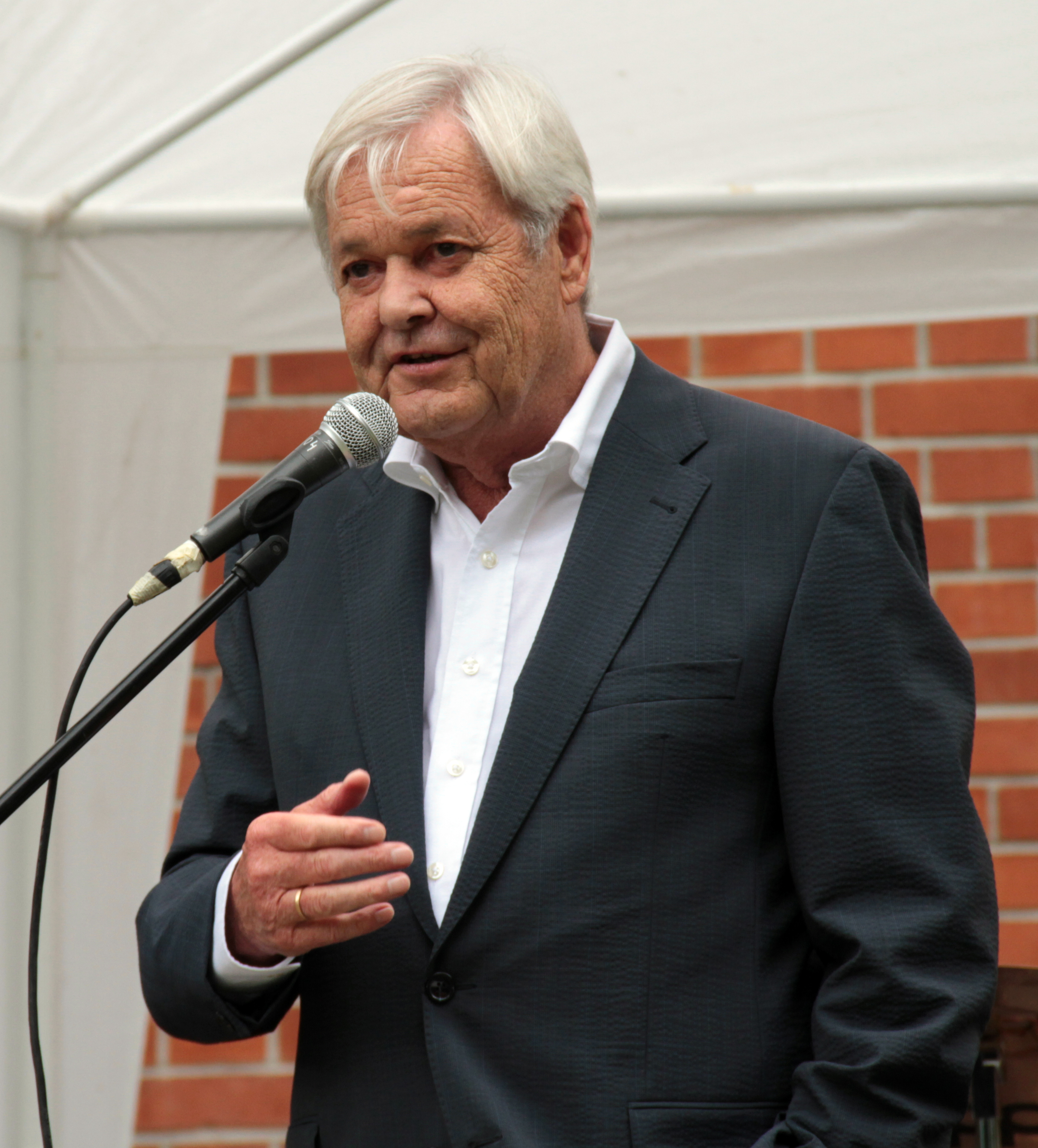
Peter Ackermann bei einer Veranstaltung der Kreuzberger Kinderstiftung im Juni 2013

Peter Rolf Ackermann (* 12. Februar 1939 in Berlin) ist ein deutscher Rechtsanwalt, Unternehmer und Gründer der Kreuzberger Kinderstiftung. Er ist Vorstand dieser Stiftung und war von 2014 bis 2020 Vorstand der gleichnamigen, ebenfalls von ihm gegründeten Kreuzberger Kinderstiftung gAG.

## Leben
Ackermann ging in Berlin zur Schule. 1955 erhielt er ein Stipendium für ein Schuljahr in Kalifornien. 1959 begann er, Rechtswissenschaften an der Freien Universität Berlin zu studieren. Er verbrachte einige Semester in Fribourg in der Schweiz und in München, bevor er in Göttingen sein erstes Staatsexamen machte. Die Referendarzeit verbrachte er in Berlin, wo er anschließend das Assessorexamen ablegte.
Zwischen 1964 und 1968 leitete er für die Friedrich-Naumann-Stiftung Seminare zur Selbstorganisation von Jugendlichen in Togo, Benin und der Republik Kongo.
1969 eröffnete er eine Rechtsanwaltskanzlei. Auf dem Gebiet des zwischenstaatlichen Rechts war er in internationalen Schiedsverfahren tätig. 1984 zog er mit seiner Familie nach London, wo er ein Softwareunternehmen gründete und dessen Niederlassungen in Europa, den USA und Asien leitete. Nach dem Mauerfall kehrte er als Anwalt nach Berlin zurück. Er war außerdem für einen Investmentfonds sowie Bauträgerunternehmen tätig.
Von 1966 bis 1969 war Ackermann im Landesjugendring Berlin aktiv, ab 1968 als dessen Vorsitzender. 1968 leitete er die Berliner Delegationen nach New York und zu den Weltfestspielen der Jugend und Studenten in Sofia.
1973 war er an der Gründung des Vereins Jugendbildungsstätte Kaubstraße in Berlin-Wilmersdorf beteiligt und anschließend zeitweise dessen Vorsitzender. 1989 gründete Ackermann den Verein Alte Feuerwache mit, der im Gebäude der alten Zentralfeuerwache in Berlin-Kreuzberg ein Stadtteilzentrum für Jugendarbeit betreibt.
Zwischen 1992 und 2004 war er Mitglied im internationalen Anwaltsverbund „pro-bono“, der NGOs und Menschenrechtsgruppen berät. 2004 gründete Ackermann die Kreuzberger Kinderstiftung, die sich für Jugendengagement und Bildungsgerechtigkeit einsetzt. Er übertrug der Stiftung umfangreiche Vermögensteile, darunter Kunstgegenstände und Wertpapiere, mit denen die Arbeit der Stiftung überwiegend finanziert wird. 2014 gründete er die Kreuzberger Kinderstiftung gemeinnützige Aktiengesellschaft (gAG), die in den Folgejahren die Programme und Projekte der gleichnamigen Stiftung bürgerlichen Rechts übernahm. Ackermann war zunächst Mitglied im Vorstand der gAG, bevor er im Herbst 2020 zurücktrat.
2012 schloss sich Ackermann der Initiative „Appell Vermögender für eine Vermögensabgabe“ an.

## Auszeichnungen
2015 wurde ihm für sein langjähriges Engagement in der Kinder- und Jugendarbeit das Bundesverdienstkreuz 1. Klasse verliehen.